# Mainà alanegre
El mainà alanegre (Acridotheres melanopterus) és una espècie d'ocell de la família dels estúrnids (Sturnidae) que habita zones de camp obert de Java.
El seus hàbitats són les sabanes, els matollars subtropicals i tropicals secs i humits, els boscos tropicals i subtropicals de frondoses secs, les tarres llaurables i les pastures. El seu estat de conservació es considera en perill d'extinció.

## Taxonomia
Segons la llista mundial d'ocells del Congrés Ornitològic Internacional (versió 10.1, gener 2020) el mainà alanegre tindria tres subespècies: la nominotípica (A. m. melanopterus), resident pròpiament a Java; A. m. tricolor, que està restringit al sud-est de l'illa; i A. m. tertius, que es troba a l'illa veïna de Bali. Tricolor és semblant a la nominada però té el dors gris i molt més negre a les ales. Mentre que Tertius és semblant al Tricolor, excepte que el gris de l'esquena baixa fins a la cua.
Tanmateix, altres obres taxonòmiques, com el Handook of the Birds of the World i la quarta versió de la BirdLife International Checklist of the birds of the world (desembre 2019), consideren que aquestes dues subespècies constitueixen respectivament dues noves espècies a part: el mainà tricolor i el mainà de carpó gris.